# Trey Lyles
Trey Anthony Lyles (Saskatoon, 5 novembre 1995) è un cestista canadese con cittadinanza statunitense professionista nella NBA con i Sacramento Kings.

## Carriera

### High school
Durante il suo anno da senior era indicato come uno dei giocatori migliori del continente, venendo così osservato attentamente da University of Kentucky, University of Indiana e University of Louisville . Originariamente impegnato proprio verso Indiana durante settembre 2010, si è disimpegnato nel mese di Agosto del 2012. Lyles ha firmato una lettera di intenti in data 5 novembre 2013 per giocare e studiare presso l'Università del Kentucky.
Durante il suo anno da senior, Lyles ha realizzato 23.7 points, 12.9 rebounds and 3.5 assists di media guidando gli Arsenal Techal alla vittoria del IHSAA Class 4A State Championship, sconfiggendo per 63-59 i Lake Central.

### NBA
Dopo una sola stagione in NCAA con i Kentucky Wildcats (chiusa con quasi 9 punti di media) viene scelto alla dodicesima chiamata del Draft 2015 dagli Utah Jazz. Il 14 gennaio 2016 stabilisce il suo primo career-high di 19 punti (oltre che 3 rimbalzi,2 assist e 2 rubate) nella partita persa contro i Sacramento Kings per 103-101.
Il 3 febbraio viene convocato per l'NBA Rising Stars Challenge 2016, al suo primo anno in NBA.
Migliora il suo career-high il 10 aprile, segnando 22 punti nella vittoria esterna contro i Denver Nuggets per 100-84.
Durante la NBA Summer League 2016 si mise in mostra raccogliendo 23.8 punti e 9 rimbalzi di media in 5 partite. In particolar modo sigla 30 punti (5/7 da 3) e 9 rimbalzi contro i Portland Trail Blazers. Nella partita realizza inoltre un clamoroso canestro allo scadere, deviando il tiro libero sbagliato dal compagno e portando la partita all'over-time.

### Nazionale
Lyles (che si è trasferito a Indiana con la famiglia quando aveva 7 anni) ha rappresentato sia gli Stati Uniti che il Canada. Fino al suo anno da sophomore in high school, si è allenano nel centro di sviluppo degli Stati Uniti. Ha inoltre giocato per il nazionale maschile Junior del Canada. Durante l'estate del 2013, Lyles, insieme a Tyler Ennis, condusse il Canada al miglior piazzamento di sempre ( 6º posto)  al 2013 FIBA Under-19 World Championship, concludendo inoltre al secondo posto la classifica per punti.

## Statistiche

### NCAA
| Anno      | Squadra           | PG | PT | MP   | TC%  | 3P%  | TL%  | RP  | AP  | PRP | SP  | PP  |
| --------- | ----------------- | -- | -- | ---- | ---- | ---- | ---- | --- | --- | --- | --- | --- |
| 2014-2015 | Kentucky Wildcats | 36 | 21 | 23,0 | 48,7 | 13,8 | 73,5 | 5,2 | 1,1 | 0,5 | 0,4 | 8,7 |
| Carriera  | Carriera          | 36 | 21 | 23,0 | 48,7 | 13,8 | 73,5 | 5,2 | 1,1 | 0,5 | 0,4 | 8,7 |

#### Massimi in carriera
- Massimo di punti: 18 (2 volte)[10]
- Massimo di rimbalzi: 11 vs Cincinnati (21 marzo 2015)
- Massimo di assist: 4 (2 volte)
- Massimo di palle rubate: 1 (19 volte)
- Massimo di stoppate: 3 vs Texas A&M (10 gennaio 2015)
- Massimo di minuti giocati: 35 vs Texas A&M (10 gennaio 2015)

### NBA

#### Regular Season
| Anno      | Squadra           | PG  | PT  | MP   | TC%  | 3P%  | TL%  | RP  | AP  | PRP | SP  | PP   |
| --------- | ----------------- | --- | --- | ---- | ---- | ---- | ---- | --- | --- | --- | --- | ---- |
| 2015-2016 | Utah Jazz         | 80  | 33  | 17,3 | 43,8 | 38,3 | 69,5 | 3,7 | 0,7 | 0,3 | 0,2 | 6,1  |
| 2016-2017 | Utah Jazz         | 71  | 4   | 16,3 | 36,2 | 31,9 | 72,2 | 3,3 | 1,0 | 0,4 | 0,3 | 6,2  |
| 2017-2018 | Denver Nuggets    | 73  | 2   | 19,1 | 49,1 | 38,1 | 70,6 | 4,8 | 1,2 | 0,4 | 0,5 | 9,9  |
| 2018-2019 | Denver Nuggets    | 64  | 2   | 17,5 | 41,8 | 25,5 | 69,8 | 3,8 | 1,4 | 0,5 | 0,4 | 8,5  |
| 2019-2020 | San Antonio Spurs | 63  | 53  | 20,2 | 44,6 | 38,7 | 73,3 | 5,7 | 1,1 | 0,4 | 0,4 | 6,4  |
| 2020-2021 | San Antonio Spurs | 23  | 9   | 15,6 | 47,8 | 35,0 | 65,2 | 3,7 | 0,6 | 0,3 | 0,0 | 5,0  |
| 2021-2022 | Detroit Pistons   | 51  | 3   | 19,4 | 45,6 | 30,1 | 78,4 | 4,8 | 1,1 | 0,4 | 0,5 | 10,4 |
| 2021-2022 | Sacramento Kings  | 24  | 20  | 22,8 | 48,9 | 36,5 | 85,1 | 5,6 | 1,3 | 0,3 | 0,3 | 10,6 |
| 2022-2023 | Sacramento Kings  | 74  | 0   | 16,9 | 45,8 | 36,3 | 81,5 | 4,1 | 0,9 | 0,4 | 0,4 | 7,6  |
| 2023-2024 | Sacramento Kings  | 58  | 0   | 20,0 | 44,5 | 38,4 | 70,0 | 4,4 | 1,2 | 0,3 | 0,3 | 7,2  |
| 2024-2025 | Sacramento Kings  | 69  | 5   | 19,6 | 42,0 | 34,0 | 70,0 | 4,6 | 1,2 | 0,6 | 0,3 | 6,5  |
| Carriera  | Carriera          | 450 | 131 | 18,4 | 44,1 | 34,7 | 74,1 | 4,3 | 1,1 | 0,4 | 0,4 | 7,6  |

#### Play-off
| Anno     | Squadra          | PG | PT | MP   | TC%  | 3P%  | TL%  | RP  | AP  | PRP | SP  | PP  |
| -------- | ---------------- | -- | -- | ---- | ---- | ---- | ---- | --- | --- | --- | --- | --- |
| 2017     | Utah Jazz        | 2  | 0  | 5,0  | 42,9 | 33,3 | -    | 1,0 | 0,5 | 0,5 | 0,0 | 3,5 |
| 2019     | Denver Nuggets   | 3  | 0  | 2,7  | 0,0  | 0,0  | -    | 0,3 | 0,7 | 0,0 | 0,0 | 0,0 |
| 2023     | Sacramento Kings | 7  | 0  | 16,9 | 42,5 | 33,3 | 60,0 | 5,7 | 0,7 | 0,3 | 0,0 | 6,6 |
| Carriera | Carriera         | 12 | 0  | 11,3 | 40,0 | 32,3 | 60,0 | 3,6 | 0,7 | 0,3 | 0,0 | 4,4 |

#### Massimi in carriera
- Massimo di punti: 28 vs Miami Heat (23 dicembre 2021)[11]
- Massimo di rimbalzi: 18 vs Orlando Magic (26 marzo 2022)
- Massimo di assist: 6 vs New Orleans Pelicans (4 dicembre 2023)
- Massimo di palle rubate: 5 vs Los Angeles Lakers (13 aprile 2016)
- Massimo di stoppate: 4 (2 volte)
- Massimo di minuti giocati: 41 vs Cleveland Cavaliers (8 marzo 2020)

## Palmarès
- McDonald's All-American Game (2014)
- NBA Rising Stars Challenge (2016, 2017)